# Gnu
Gnu (afrikansko wildebeest, znanstveno ime Connochaetes) je rod antilop, razširjenih po Vzhodni in Južni Afriki, v katero uvrščamo dve vrsti: črnorepega in belorepega gnuja. Gnuji so masivne živali z velikimi glavami in močnimi pleči, zadnji del pa je manj razvit. Imajo dolgo grivo na plečih in brado po grlu ter rep, ki sega skoraj do tal. Vrsti najzanesljiveje ločimo po rogovih: pri črnorepem gnuju izraščajo iz glave navzdol in se nato ukrivijo navzgor, pri belorepem pa izraščajo naprej in se pri konicah ukrivijo navzgor. Rogove imajo tako samci kot samice.
Belorepi gnu je endemit Južne Afrike, medtem ko ima črnorepi obsežno območje razširjenosti, ki sega od severa Južne Afrike čez vzhod celine vse do ekvatorja. Vrsti se lahko križata, pri čemer pa v divjini zaradi razlik do tega praviloma ne prihaja in potomci imajo deformacije, zaradi katerih težje preživijo, zato sta vendarle ločeni vrsti.

## Taksonomija
Rodovno ime – Connochaetes – je skovanka iz grških besed κόννος, kónnos »brada«' in χαίτη, haítē »plapolajoča dlaka«. Spada v družino votlorogov, kjer so njegovi najbližji sorodniki kama (rod Alcelaphus), Hunterjeva antilopa (Beatragus hunteri) in vrste rodu Damaliscus, kot sta lisasta in liroroga antilopa. Rod Connochaetes je formalno opisal nemški zoolog Hinrich Lichtenstein leta 1812.
Connochaetes je bil sprva predlagan kot podrod znotraj rodu Antilope, zdaj pa velja za samostojnega. Vanj so sprva uvrščali le belorepega gnuja, ko pa je bil črnorepi gnu prepoznan kot samostojna vrsta, je bil najprej uvrščen v ločen rod Gorgon. Zdaj obe vrsti uvrščamo v isti rod.
Sodeč po analizi mitohondrijske DNK se je belorepi gnu ločil od skupnega prednika v srednjem pleistocenu pred približno milijonom let. Črnorepi gnu se od takrat praktično ni spremenil in je bolj generalističen, belorepi pa se je specializiral za odprta travišča, zato je mnogo manj razširjen.